# Теорія трьох стилів
Теорія трьох стилів — традиційне для Європи доби Відродження і бароко вчення про поділ мови на три стилі («слоги»): високий, середній і низький.

## Історія
Успадкована з античних часів, зокрема через александрійську філологічну школу.
В Україні розроблялась у XVII—XVIII ст. викладачами Києво-Могилянської академії, найґрунтовніше — Теофаном Прокоповичем (курси «Про мистецтво поетики», 1705; «Про риторичне мистецтво», 1706), його послідовниками Митрофаном Довгалевським (курс поетики «Сад поетичний», 1736), Георгієм Кониським (курс «Правила поетичного мистецтва», 1746) та іншими.
Поділ на стилі передбачав обов'язкову залежність між предметом викладу, тематикою та добором мовних засобів і жанрів.
Певною мірою він перетинався зі структурно-типологічним поділом літературної мови на слов'яноруську, книжну українську й живу народну (див. Староукраїнська мова).
Теорія трьох стилів втратила актуальність у процесі формування української літературної мови, коли три традиційні стилі («слоги») занепали, а основними одиницями стильової диференціації стали структурно-функціональні стилі.
У Російській імперії теорія трьох стилів була використана й розвинена Михайлом Ломоносовим на матеріалі російської літературної мови XVIII ст.